# Jim Abromaitis
 James Abromaitis (nacido el 07 de marzo de 1953 (72 años) en Waterbury, Connecticut)  es un exjugador de baloncesto estadounidense. Con 2.03 de estatura, jugaba en la posición de ala-pívot. Su hijo Tim Abromaitis también es jugador de baloncesto.

## Equipos
- 1975-1980: Universidad de Connecticut
- 1980-1981:  Real Madrid
- 1981-1982:  Pallacanestro Trieste
- 1985: Connecticut Colonials